# Xenónium
A xenóniumion egy óniumion, egy protonált xenon. Képlete XeH+. Létezése nem bizonyított, de a fluoroxenónium (XeF+) sói – például a fluoroxenónium-pentafluoroplatinát (XeFPtF5), közismertebb nevén a xenon-hexafluoroplatinát – ismertek.

## Fordítás
Ez a szócikk részben vagy egészben  a   Xenonium című angol Wikipédia-szócikk ezen változatának fordításán alapul.  Az eredeti cikk szerkesztőit annak laptörténete sorolja fel. Ez a jelzés csupán a megfogalmazás eredetét és a szerzői jogokat jelzi, nem szolgál a cikkben szereplő információk forrásmegjelöléseként.